# Nino Galizzi
Nino Galizzi (Bergamo, 12 marzo 1891 – Bergamo, 20 settembre 1975) è stato uno scultore italiano particolarmente noto per le sue opere che decorano palazzi pubblici nelle città di Milano, Bergamo e Roma.

## Biografia
Nato a Bergamo nel 1891, compie i primi studi alla scuola d'Arte applicata Andrea Fantoni e all'Accademia Carrara di Bergamo -dove è allievo del pittore Ponziano Loverini. per poi passare a Roma e Firenze.
Allo scoppio della prima guerra mondiale presta servizio militare per quasi sei anni combattendo su molto fronti Italiani, in Macedonia, Serbia e Grecia, guadagnandosi decorazioni al valore.
Al termine del periodo bellico Galizzi riprende lo studio e il lavoro e soggiorna a Roma e Parigi, Milano, Roma e Bergamo.
Partecipa a importanti esposizioni nazionali come la XXIV° Biennale di Venezia (1948), la Quadriennale di Roma, la Permanente di Milano e insegna plastica presso l'Accademia Carrara di Bergamo.
Muore a Bergamo il 20 settembre 1975.

## Opere
Nino Galizzi fu particolarmente attivo nella realizzazione di sculture che adornano palazzi pubblici fabbricati negli anni Trenta, Quaranta e Cinquanta; in particolare si possono ricordare:
- L'Italia Etrusca e L'Italia Romana, 1931, Palazzo delle Poste di Bergamo
- il bassorilievo Il Serio, 1935, Sentierone (Bergamo)
- Sonno e sogno, 1936, Camera di Commercio - Bergamo
- il bassorilievo La giustizia di Bruto, marmo rosa, 1938, Palazzo di Giustizia - Milano
- il bassorilievo Crocefisso, 1940, Ospedale Niguarda Ca' Granda - Milano
- i bassorilievi  I lavoratori della terra e i costruttori e La famiglia, i tributi e i lavoratori, 1945, Palazzo degli Uffici Statali - Bergamo
- Eolo re dei venti e delle stagioni, 1966, Villa Monteverdi - Bratto
- Dafne e Cloe o l'amore pastorale, 1959, Cassa di Risparmio PP.LL. - Alassio
- La pietà e La deposizione al cimitero di Bergamo.